# Gino Coletti
Gino Coletti (Adria, 30 ottobre 1893 – Sanremo, 3 settembre 1976) è stato un anarchico e politico italiano.

## Biografia
Nasce a Adria (Ro) il 30 ottobre 1893 da Dante Coletti, medico condotto di idee socialiste frequentatore di casa Giosuè Carducci, e Giovanna Naccari, musicista itinerante. L’8 novembre del 1902 la famiglia si trasferì a Bologna. Il 22 gennaio del 1903 a 31 anni di età mori, causa polmonite, il padre Dante. Il suo percorso scolastico si concluse con l’iscrizione al liceo musicale della città dove consegue il diploma di violino.

## Storia

### Periodo anarchico e garibaldino
Abbiamo prime notizie sulle frequentazioni e gli orientamenti politici di Coletti consultando il Casellario Politico Centrale (CPC) Busta 1403 e l'Archivio Centrale dello Stato (ACS) dove apprendiamo che nel 1909 il Coletti aveva preso parte ad una manifestazione in Adria contro la visita in Italia dello Zar Nicola II di Russia. In tale occasione prese la parola in nome del movimento Anarchico.
A tale proposito è sorprendente notare come la sorveglianza su Coletti, in quanto anarchico e sovversivo militante effettuata da varie prefetture e dal Ministero degli Interni, inizia nel Gennaio 1913 e termina, nonostante l'evoluzione politica ed ideologica del Coletti, il 25 aprile 1933 in seguito a una lettera di protesta inviata dallo stesso Coletti a Mussolini allora Duce.
Non abbiamo notizie su Coletti sino al 18 agosto 1912 quando viene pubblicato su l’Agitatore di Bologna (importante foglio anarchico) un articolo " Pro e contro la guerra" a sua firma dove si scaglia contro l'impresa coloniale italiana in Libia. Da ciò se ne deduce che, nonostante la giovane età, era tenuto in una certa considerazione.
Il 17 novembre del 1912 Coletti lascia l’Italia, e – come riporta una nota informativa della Legazione italiana in  Romania in data 15 marzo 1913 rispondendo ad una richiesta del Ministero degli Interni per avere informazioni sul comportamento del Coletti (Cfr. ACS, CPC, Busta 1403) – si stabilisce a Bucarest dove trova impiego fisso presso l’orchestrina di una birreria.
Non si hanno notizie su Coletti sino allo scoppio della prima guerra mondiale nel 1914 quando Peppino Garibaldi, figlio di Ricciotti Garibaldi, lanciò un appello per la formazione di una Legione Garibaldina che, animata dai sentimenti che in passato avevano indotto i garibaldini a combattere in tutto il mondo in soccorso dei popoli oppressi, corresse in aiuto della Francia la “sorella Latina” patria della “grande rivoluzione” aggredita dai reazionari ed oppressivi imperi centrali rappresentati dalla Germania e dall’Austria.
Non era la prima volta che i discendenti di Giuseppe Garibaldi lanciavano appelli o prendevano iniziative a sostegno delle lotte di liberazione dei popoli oppressi. Nel 1897 Ricciotti Garibaldi (figlio di Giuseppe ed Anita Garibaldi) guida una spedizione in soccorso della Grecia contro l’oppressione ottomana, il 17 maggio, nella battaglia di Domokos, sconfigge forze turche notevolmente superiori. Nel 1911 intervento in Albania di un gruppo di volontari garibaldini che per la libertà dei paesi balcanici dal giogo ottomano, combattono a Podgorika. Nel 1912 lo stesso Ricciotti occorre nuovamente in Albania contro i turchi dove nella battaglia di Drisko 2000 volontari garibaldini sconfiggono 10000 turchi. Pochi giorni dopo l’inizio della guerra nel 1914 Ricciotti Garibaldi lanciò un appello a mobilitarsi per la Serbia. Si formò un piccolo gruppo di 7 volontari garibaldini che nonostante l’eseguo numero decisero ugualmente di partire. Con quei giovani tutti del Partito Repubblicano Italiano si trovava anche l’anarchico Cesare Colizza (un veterano della camicia rossa). Il 20 agosto 1914 si batterono eroicamente nella battaglia di Babina Glava. Cinque dei sette volontari morirono nello scontro compreso lo stesso Colizza.
Coletti non doveva essere insensibile a questi richiami rivoluzionari e garibaldini. Infatti apprendiamo che egli avrebbe tentato, senza riuscirvi di raggiungere nel 1912 la spedizione guidata da Ricciotti Garibaldi sr in Grecia. Come lui stesso scrisse in una lettera inviata a Oberdan Gigli (intellettuale molto noto e stimano negli ambienti anarchici individualisti): “Ricorderai pure che ero fra i più ferventi propugnatori della causa albanese; ma tutto andò male. Cercai di partire nel ’12 per la Grecia; gli arresti continui e la prigione che m’inflissero le polizie di Bari, Lecce, Brindisi, per non lasciarmi partire mi impedirono di arrivare ove volevo” (da Giacomo Bollini Biografia di G. Coletti dal Bollettino del Museo del Risorgimento Bologna 2013 – 2016).
Per comprendere il comportamento di Coletti è necessario considerare il contesto storico in cui si venne a trovare. Egli apparteneva a quei sovversivi italiani dove gli ideali di giustizia sociale, di libertà di uguaglianza si fondevano con il volontarismo patriottico risorgimentale rappresentato dal garibaldinismo e dal mazzinianesimo.
Coletti apparteneva a quel movimento anarchico interventista (tra cui Oberdan Gigli, Massimo Rocca, Attilio Paolinelli firmatari del manifesto degli Anarchici Rivoluzionari Interventisti) che insieme ad altri movimenti come i Sindacalisti Rivoluzionari guidati da Filippo Corridoni, Alceste de Ambris, Arturo Labriola, Maria Rygier, i Futuristi capeggiati da Filippo Tommaso Marinetti, gli Interventisti Democratici da Leonida Bissolati a Gaetano Salvemini, ed i Repubblicani, auspicavano l’intervento in guerra visto come un mezzo per abbattere il sistema feudale degli Imperi centrali quale presupposto per giungere a livelli più elevati di giustizia sociale in Europa ed in Italia. Eloquente quanto scriveva “Il Resto del Carlino” di Bologna il 21 settembre 1914 a commento del Manifesto degli Anarchici e Rivoluzionari Interventisti “Oggi gli anarchici ed i rivoluzionari italiani si levano in piedi a respingere la neutralità e a richiamare il soccorso di tutti gli uomini di libertà, per dar mano alla Francia, per schiacciare il blocco austro-tedesco, per riportare in Europa il soffio della rivoluzione”.
Non si può comprendere la specificità tutta italiana dell’interventismo rivoluzionario se non tenendo conto che esso affondava le sue radici negli ideali nel risorgimento italiano, in particolare in quel patrimonio politico ed ideale costituito dal mazzinianesimo, dalla democrazia risorgimentale e dal mito del volontarismo garibaldino (a tale proposito interessanti sono le osservazioni dello storico Alessandro Luparini in "Gli anarchici interventisti e il Fascismo - Il caso di Gino Coletti in una lettera a Mussolini".
Ne consegue che Coletti aderì con entusiasmo all’appello di Peppino Garibaldi. Nel 1914, all'età di 21 anni, partì alla volta della Francia per arruolarsi a Montèlimar nella Legione Garibaldina. Combatte nella regione delle Argonne il 26 dicembre 1914 alla Belle Etoile, a La Chalade il 6 gennaio 1915 e a Courtechausse l'8 ed il 9 gennaio (da Alessandro Ceccotto "La strana figura di Gino Coletti: Anarchico, garibaldino, ardito e liberatore dal nazi-fascismo). Non era solo, tra i volontari vi erano altri anarchici come Agostino Masetti, Domenico Pezzi, Agostino Panzavolta, Mario Perati, Antonio Moroni. Quest’ultimo, pur campione della battaglia antimilitarista durante la settimana rossa, finì per arruolarsi fra i volontari garibaldini (Cfr. Melega Agostino da L'Eco del Popolo).
I volontari inquadrati nella Legione italiana nel dicembre del 1914 furono inviati al fronte nella zona delle Argonne. Erano inquadrati in tre battaglioni, per un totale di 53 ufficiali, 153 sottufficiali e circa 2000 soldati: molti di questi, sotto l’uniforme francese che venne loro fornita, indossavano la camicia rossa. Il corpo partecipò agli scontri a fuoco del dicembre 1914 e del gennaio 1915, nei quali persero la vita anche due dei fratelli Garibaldi, Bruno e Costante. Tuttavia dopo questi combattimenti la Legione fu ritirata dal fronte e non fu più impiegata in battaglia (cfr. Martide Gavelli da Storie e Memoria di Bologna).
La spedizione si concluse con un sostanziale fallimento, il conseguente scioglimento ufficiale del corpo fu decretato il 7 marzo 1915.

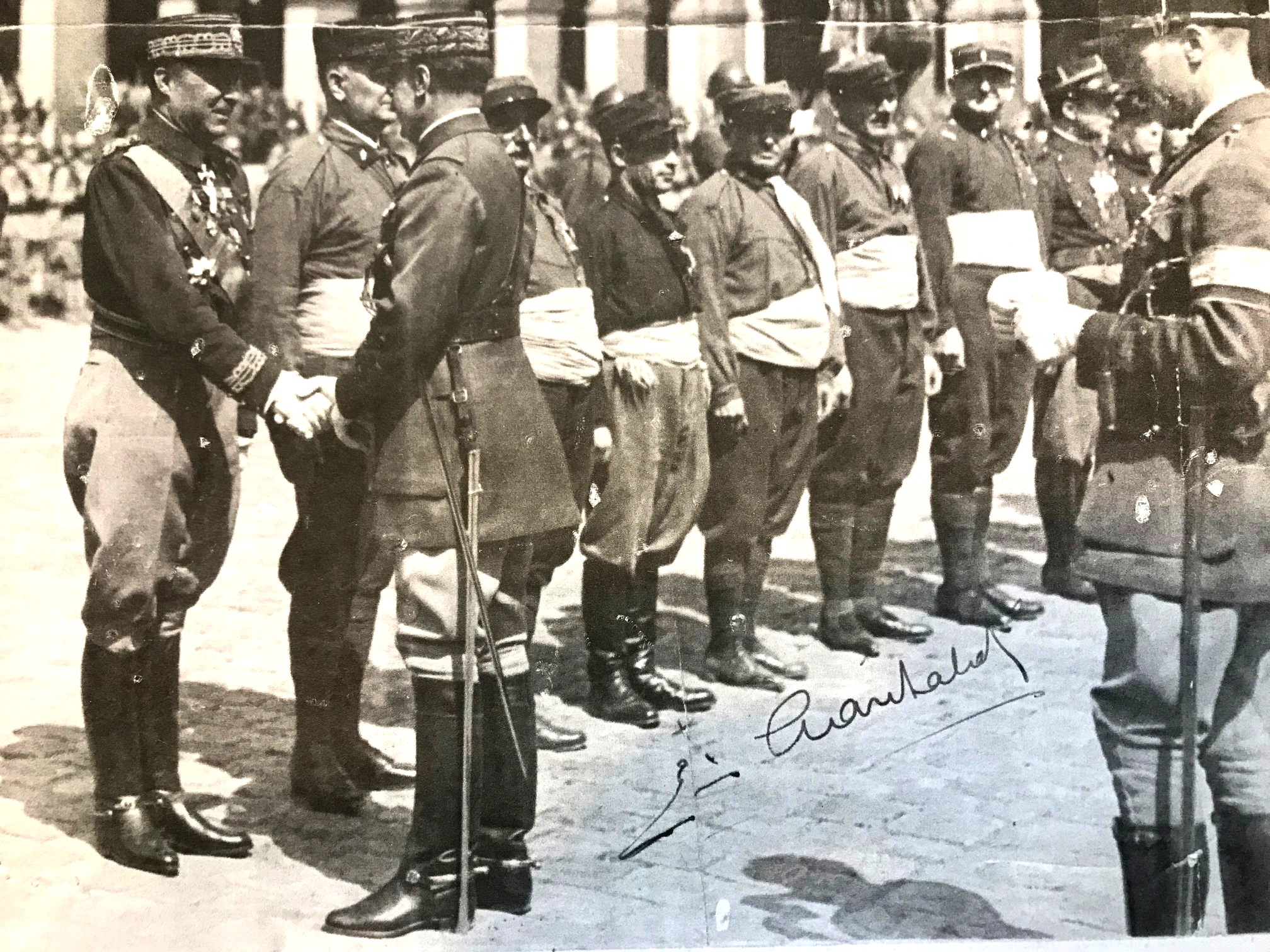
Foto 1 - Parigi cerimonia conferimento medaille militaire (Coletti il quarto da sinistra)

Di quella esperienza, importante per la sua formazione, Coletti ci ha lasciato una testimonianza di un certo interesse in un libro che ebbe discreta diffusione negli ambienti dell’interventismo. Si tratta di “Peppino Garibaldi e la Legione Garibaldina” (Bologna 1915). Nel suo libro è interessante notare come descrive la notte di Natale del 1914 quando una quarantina di volontari garibaldini, in religioso silenzio, ascoltavano le parole dell’anarchico Fatini (era la storia di come seppero combattere e morire i comunardi di Parigi nel 1871) e da come descrive la morte in battaglia dell’anarchico Mario Perati (profugo della Settimana Rossa), ne risulta un quadro illuminante sul modo di pensare e sentire dei “sovversivi interventisti”.
In quella campagna Coletti, distintosi per coraggio e valore, fu decorato con Mèdaille militaire (Vedi foto N. 1), Croix de guerre 1914 – 1918 con palma, il suo nome figura nell'albo d'oro dei difensori di Verdun.

### L'ardito
Il 28 marzo 1915, sciolta ormai la Legione Garibaldina, Coletti rientra a Bologna. Due mesi più tardi è richiamato alle armi ed arruolato nell’80º reggimento fanteria di stanza a Verona. Entra poi a far parte dei reparti d’assalto Arditi. Combatte valorosamente nelle battaglie al monte Pasubio dove viene ferito al piede destro e sull'altopiano della Bainsizza dove viene ferito alla gamba sinistra, viene congedato, a guerra finita, con il grado di sergente maggiore, la decorazione di medaglia d’argento al valore militare e due ferite di guerra (da "Esercito Italiano Stato di servizio matricola 306221").

### L'arditismo politico

Foto A

Trasferitosi nel 1919 a Milano Coletti aderisce alla locale sezione dell’Associazione fra gli Arditi d’Italia. Il 1 gennaio 1919 Mario Carli aveva fondato a Roma l’Associazione fra gli Arditi d’Italia (Afai) con il contributo determinante dei Futuristi di Marinetti, il 19 gennaio 1919 il capitano Ferruccio Vecchi fondava la sezione milanese dell’Afai dando così origine a quello che venne in seguito definito come “arditismo politico”. La sezione milanese divenne in poco tempo il fulcro ed il centro trainante del movimento ardito su scala nazionale grazie anche alla collaborazione con il nascente movimento Fascista.
A tale riguardo è illuminante cosa scrive Coletti su “Pensieri e ricordi” suoi appunti personali del 1952: “Mussolini, abile sfruttatore del caso, degli eventi e degli uomini seppe cogliere ed attrarre a se la ribellione degli Arditi alle sopraffazioni dei rossi. Parlò al comizio improvvisato degli arditi il 18 dicembre 1918 esaltando di questi soldati il valore, e questi soldati, per gratitudine, gli donarono il proprio gagliardetto che egli appese alla parete dietro la sua scrivania al “Popolo d’Italia” (Ved. Foto A). Su questo giornale esaltò ed elogiò tanto sia il comizio che il gesto di omaggio degli Arditi che da quel momento questi divennero l’elemento azione del suo pensiero e delle sue mire".
Coletti in poco tempo, in seno dell’Afai, guadagnò posti di rilievo sino a divenirne il 12 Gennaio del 1920 segretario politico(Cfr. F. Cordova, op.cit.).

### Squadrismo e antifascismo
Il Movimento Ardito negli anni compresi tra il 1919 e il 1922, ebbe un ruolo niente affatto marginale nelle vicende politiche e sociali di quegli anni caratterizzati da un irripetibile, convulso, straordinario fiorire di nuovi partiti, movimenti, associazioni. I reparti Arditi nati come battaglioni d’assalto nel 1917 erano formati da soldati scelti e su base volontaria, si distinguevano nelle azioni di guerra per una straordinaria rapidità d’azione, determinazione, capacità di improvvisazione, coraggio e disprezzo del pericolo tali che in poco tempo acquistarono grande fama e notorietà. (R. De Felice, Mussolini il rivoluzionario) Le loro imprese erano portate ad esempio ed esaltate sia dalla stampa che dagli alti comandi militari. Gli arditi, caratterizzati da un forte spirito di corpo e di cameratismo, si sentivano accomunati nella convinzione di fare parte di una élite autonoma e rinnovatrice destinata ad avere un ruolo anche politico nella drammatica vicenda del fascismo.
L’associazione presto si diffuse in tutta Italia ed ebbe un ruolo di grande rilevanza nei seguenti principali avvenimenti di quel travagliato periodo del dopo prima guerra mondiale:
- L’arditismo politico, secondo lo storico F. Cordova, fu certamente un movimento rivoluzionario precursore dei Fasci di Combattimento mussoliniani. Non per nulla all'assemblea costitutiva dei Fasci di combattimento parteciparono diversi arditi tra cui i fondatori della Associazione, in duplice veste di futuristi e di arditi, Mario Carli, Filippo Tommaso Marinetti, Ferruccio Vecchi. A tale riguardo Coletti su “Pensieri e ricordi” suoi appunti del 1952 scrive: “…..Fu con la garanzia di sicurezza degli arditi che il 23 marzo del 1919 Mussolini poté promuovere l’adunata di P.za San Sepolcro nella quale vennero fondati i Fasci di Combattimento”
- Nella sua monumentale e fondamentale storia del Fascismo Renzo de Felice, nel volume “Mussolini il rivoluzionario”, scrive, a proposito della influenza del movimento ardito negli avvenimenti dell’epoca:

“…..Sia pure con meno rumore Mussolini condusse però dalla metà di novembre in poi anche un’altra azione, più limitata, ma che alla lunga si sarebbe dimostrata per lui molto più fruttuosa. Quella, verso i trinceristi, i reduci e più in particolare verso i gruppi più organizzati e decisi dell’ex combattentismo. Nel complesso riuscì tra la fine del 1918 e i primi del 1919 a stabilire saldi legami con alcuni gruppi ed organizzazioni più organizzate quali gli arditi e i futuristi.”
Tra arditi e futuristi c’era una commistione del tutto particolare. Parecchi futuristi si arruolarono, allo scoppio della guerra, nei reparti arditi. Tornati poi alla vita civile e impegnandosi in attività politiche si trovarono ad operare sia come futuristi che come arditi. La fondazione della Associazione fra gli Arditi d’Italia a Roma prima a Milano poi furono rispettivamente Mario Carli e Ferruccio Vecchi (arditi e nel contempo futuristi). De Felice scrive a proposito della Associazione fra gli Arditi d'Italia:
“Questa associazione raccolse gran parte degli arditi (pare circa diecimila) e divenne quasi l’alter ego del partito futurista”.
Inoltre scrive:
“Verso gli arditi Mussolini aveva mostrato sempre viva simpatia. Il 10 novembre 1918 a confermare questa sua simpatia nel corso della grande manifestazione patriottica svoltasi quel giorno a Milano per la vittoria volle brindare con un gruppo di essi: “Arditi, Commilitoni! - disse loro in questa occasione- Io vi ho difeso quando il vigliacco filisteo vi diffamava. Sento qualche cosa di me in voi e forse voi vi riconoscete in me. Rappresentate la mirabile giovinezza guerriera dell’Italia. Il baleno dei vostri pugnali o lo scrosciare delle vostre bombe farà giustizia di tutti i miserabili che vorrebbero impedire il cammino della più grande Italia. Essa è vostra! Voi la difenderete! La difenderemo insieme!” Da quel giorno i suoi rapporti con gli arditi si fecero sempre più stretti…..pochi giorni dopo un gruppo di arditi si recava alla redazione del “Popoli d’Italia” e consegnava a Mussolini un gagliardetto simbolo dell’alleanza che si era stabilita tra loro.”
E aggiunge:
“Tra i 19198– 19 gli arditi, insieme ai futuristi, ebbero una influenza notevole sull’evoluzione politica di Mussolini. Se non le impressero un orientamento particolare certo l’accelerarono notevolmente specie a mano a mano che si delineava il fallimento dell’operazione Costituente dell’interventismo e Mussolini rischiava di  rimanere un isolato anche nell’ambito dell’interventismo e di essere scavalcato, a seconda dei problemi, sia a destra sia a sinistra. In questa situazione l’amicizia e l’appoggio degli arditi e dei futuristi acquistavano per lui sempre maggiore importanza. Gli fornivano una base, pur limitata che essa fosse rispetto alla sue speranze ed ambizioni, sulla quale appoggiarsi, cercando di farne uno strumento di penetrazione nel più vasto mondo degli ex combattenti.”
Fu a causa di questo avvicinamento al movimento ardito che Mussolini nella riunione alla Scala l’11 gennaio del 1919 ruppe con l’interventismo democratico (ved. Bissolati).
- Il Movimento Ardito aderì con entusiasmo all’impresa Fiumana di D’Annunzio e fu di questa una colonna portante. Il tenente colonnello Francesco Lorenzo Pullé inviato dal governo italiano a Fiume a quantificare le forze armate fiumane affermò che gli arditi erano presenti con 2065 uomini (secondi solo ai bersaglieri con 2474) tra cui personaggi importanti quali gli arditi Ettore Muti e Renato Ricci. Nella relazione di Coletti in occasione del congresso dell’Anai del 13 marzo 1921 (pubblicata nell’opuscolo “Due Anni di passione Ardita”) diceva: “Sarà bene mi soffermi per dire quanto è stato fatto dall’Associazione Arditi per l’impresa di Fiume. Essa ha dato i migliori legionari dei quali molti sono caduti durante le cinque giornate. Per la sede di Milano sono passati e sono stati sussidiati (viaggi, diaria, viatici, ecc.) oltre duemila legionari per i quali è stata spesa la somma di L. 60.000…….)

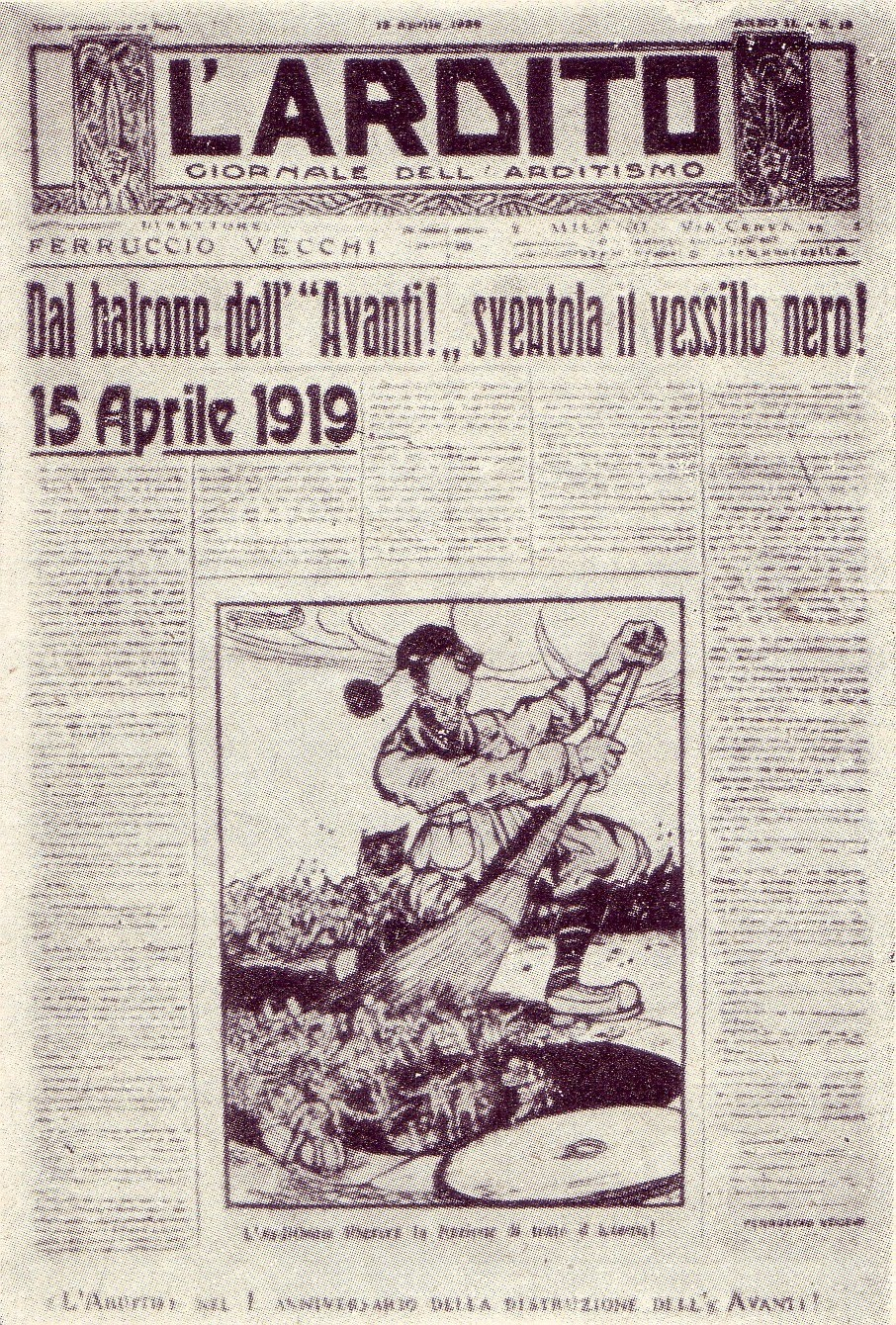
Foto B

- La prima manifestazione volta a contrastare il monopolio della piazza con la violenza ai cosi detti “rossi” furono gli arditi squadristi con l’Assalto all'Avanti! del 15 aprile 1919. I partecipanti all’assalto erano guidati dagli arditi Marinetti e Ferruccio Vecchi il nerbo era costituito, oltre che dagli arditi, da nazionalisti e allievi ufficiali dell’esercito provenienti dal Politecnico capeggiati dal tenente Mario Chiesa. Alcuni storici videro in questo la prima azione squadrista secondo altri invece lo squadrismo iniziò dopo i fatti del Palazzo d’Accursio a Bologna nell’autunno del 1920 quando Mussolini abbandonato, dopo il fallimento alle elezioni del 1919, il programma politico dei Fasci di combattimento si convinse della necessità di adottare una nuova tattica politica rivolta a compromessi con la vecchia classe dirigente, con la monarchia e con la chiesa, con l’obbiettivo di attrarre a sé la nuova classe emergente dei ceti medi (Renzo De Felice “Intervista sul fascismo” saggi tascabili Laterza 1975). Queste squadre erano organizzate paramilitarmente, individuavano precisi obiettivi, stabilivano come e quando intervenire e agivano di conseguenza, non operavano in maniera spontanea ed improvvisata. L’assalto all’Avanti invece non era stato programmato, avvenne in modo violento spontaneo. Il movimento ardito ed i Fasci di Combattimento (fondati da sole 3 settimane) avevano a quel tempo un programma politico palesemente nazionalista reazionario, che si opponeva all'intenzione dei rivoluzionari Anarchici, Repubblicani, Socialisti, di sovvertire il regno d'Italia, stato monarchico reazionario, per scatenare la rivoluzione proletaria, i socialisti della corrente marxista massimalista sostenevano la Rivoluzione Bolscevica da cui nacque L'Unione delle Repubbliche Socialiste Sovietiche. A fronte delle violenze fasciste, il 6 luglio 1921, presso l’Orto botanico di Roma, ebbe luogo un’importante manifestazione antifascista alla quale presero parte migliaia di lavoratori, vennero fondati gli Arditi del Popolo formazioni di difesa proletaria sostenute da Lenin sulla Pravda[2][3]. Intervistato sul “Il Giornale d’Italia” di cui era direttore Mussolini dichiarava: “Tutto quello che avvenne all'Avanti[4] fu spontaneo, movimento di folla, movimento di combattenti e di popolo stufi del ricatto leninista. Si era fatta un'atmosfera irrespirabile…………….a furia di soffiare l'uragano si è scatenato. Il primo episodio della guerra civile ci è stato. Doveva esserci in questa città dalle fiere impetuosissime passioni. Noi dei fasci non abbiamo preparato l'attacco al giornale socialista, ma accettiamo tutta la responsabilità morale dell'episodio”.Invece l’organo degli arditi “L’Ardito” evocava a se l’avvenimento e intitolava a tutta pagina “Dal balcone dell’Avanti sventola il vessillo nero!” (il gagliardetto nero era il vessillo degli arditi) ed una vignetta rappresentava un ardito che con una scopa in mano fa pulizia degli avversari politici dopo l'assalto squadrista alla sede dell'Avanti! (Ved. Foto B).
- Un altro aspetto, meno importante ma significativo, del ruolo del movimento ardito fu quanto questi influì anche nei simboli e motti del fascismo. Alcuni esempi: Il colore nero ed il gagliardetto con il teschio ed il pugnale tra i denti erano simboli prettamente arditi, la canzone “Giovinezza” era la canzone degli arditi, seppure risaliva ad un canto studentesco dei primi del novecento ma fu dagli arditi ripreso e fatto proprio, il motto “me ne frego” era degli arditi, lo stesso dicasi del saluto “A Noi” (la formula era: “A chi sarà sempre riservata la gloria e la gioia di osare l’impossibile? A NOI!”. Il fez nero fu proprio degli arditi poi adottato dal fascismo.

### Fondazione della Associazione Nazionale Arditi d'Italia (ANAI)
Quando assunse la carica di segretario politico l’Associazione era in piena crisi (sia per problemi organizzativi che per il tracollo elettorale nel novembre del 1919 delle liste fasciste che comprendevano, tra le altre, anche gli Arditi ed i Futuristi) tanto da passare dai 10.000 iscritti del marzo 1919 ai 14 iscritti del 2 gennaio del 1920, dei quali 3 sotto inchiesta, con un attivo di L. 40 e passivo di L. 4000. (da: Gino Coletti – Due Anni di Passione Ardita – Cronistoria dell’Associazione Nazionale fra gli Arditi d’Italia (1919 – 1921)).
Nei mesi seguenti Coletti, allo scopo di riorganizzare, rinvigorire, diffondere su tutto il territorio nazionale i valori ed i principi dell'arditismo, si fece promotore, in luogo dell’Afai, della nuova Associazione Nazionale Arditi d’Italia (ANAI).
Iniziò quindi, con la promulgazione di nuove adeguate e ferree direttive e con la tenace e accorta attività del suo nuovo segretario, un capillare indefesso lavoro di ricostruzione e moralizzazione. Furono espulsi gli elementi non degni o moralmente non all'altezza (dolorosa fu quella di Ferruccio Vecchi capo degli arditi di Milano), furono aperte nuove sezioni in tutta Italia, riorganizzate e rivitalizzate le vecchie. Su idea di Coletti furono fondati i Sindacati Italiani Arditi, fu dato nuovo impulso all’organo ufficiale dell’ANAI il battagliero settimanale “L’Ardito”, per le opere di propaganda fu fondata la Casa Editrice dell’Ardito, furono aperte le iscrizioni anche a tutti quei cittadini che pur non avendo fatto parte dei reparti Arditi avessero meriti intellettuali e morali tali da poter essere considerati arditi. Si cominciò da allora a parlare di arditismo civile.
A fronte di questo duro ed ostinato lavoro di ricostruzione l’Associazione conobbe un periodo di considerevole espansione. Nel discorso tenuto da Coletti al primo convegno nazionale dell’ANAI del 13 marzo 1921 (Cfr. G. Coletti, op. cit.) poté affermare che l’Associazione ora comprendeva 57 sezioni operative e 20 in via di fondazione, queste erano diffuse su tutto il territorio nazionale da Trieste a Palermo.
Sul piano politico Coletti riteneva possibile una linea di intesa con il movimento fascista di quei primi anni. La giustificava un’unità di intenti basata sulla comune decisa lotta contro le violenze dei "rossi" , i Socialisti massimalisti (siamo in pieno biennio rosso), un certo mondo borghese e imprenditoriale, la visione di una nuova società (l’uomo nuovo), una nuova organizzazione dello stato (le Corporazioni), l’anti clericalismo. Era insomma un’intesa dovuta a comuni obiettivi ed ideali. Siamo, infatti, negli anni del fascismo movimento, movimento certamente rivoluzionario, diverso, in parte, da quello che evolverà, secondo il massimo storico del fascismo Renzo De Felice, in fascismo regime.
Per Coletti non c’era contraddizione tra le sue convinzioni anarchiche interventiste e Sindacaliste rivoluzionarie (condivideva la visione sociale di Alceste de Ambris con cui avrebbe collaborato alla stesura della Carta del Carnaro) ed il movimento fascista dei quei primi anni. Da notare che lo stesso De Ambris collaborò alla stesura del programma dei Fasci di Combattimento nella riunione del San Sepolcro nel 1919.
Nel corso del 1920 l’arditismo rafforzò quindi i suoi legami col fascismo tra cui, per esempio, l’avallo dato dagli arditi al trattato di Rapallo in linea con la strategia adottata da Mussolini di non intervenire in difesa di Fiume in occasione dal Natale di sangue del 1920. A tale proposito va considerato che il comportamento dell’Anai più che un allineamento alla politica di Mussolini fu una decisione autonoma conforme ad una propria visione politica.
Infatti, nella relazione di Coletti in occasione del congresso dell’Anai del 13 marzo 1921 (pubblicata nell’opuscolo “Due Anni di passione Ardita”) diceva, a proposito del comportamento dell’Associazione verso l’impresa di Fiume: “Sarà bene mi soffermi per dire quanto è stato fatto dall’Associazione Arditi per l’impresa di Fiume. Essa ha dato i migliori legionari dei quali molti sono caduti durante le cinque giornate. Per la sede di Milano sono passati e sono stati sussidiati (viaggi, diaria, viatici, ecc.) oltre duemila legionari per i quali è stata spesa la somma di L. 60.000. A Fiume l’Associazione ha dato tutto: danari, sangue, sacrifici immensi. Tutti noi ad essa ci siamo offerti, affrontando e patendo l’insidia, l’odio, la galera e la persecuzione. Abbiamo eletto D’Annunzio nostro Capo Supremo ed abbiamo atteso sempre i suoi ordini, pronti ad ogni momento a marciare con lui. Sennonché le malefatte di chi doveva esserci di collegamento con il comando di Fiume hanno fatto si che noi fossimo colti impreparati dalla tragedia e che D’Annunzio, all’oscuro completamente della situazione interna dell’Italia, sbagliasse tattica lasciandosi sfuggire i momenti buoni per afferrare la nostra vittoria e la liberazione di Fiume. Coloro che oggi cianciano di tradimento da parte nostra sono proprio gli stessi che in buona o mala fede hanno tradita la causa fiumana”.
Pur sostenendo l’intesa con il fascismo, tuttavia Coletti era convinto che lo spirito dell’arditismo politico dovesse ispirarsi ai valori e principi del volontarismo garibaldino di cui egli era profondamente permeato e che questo comportava come conseguenza l’agire al di sopra delle parti in una sostanziale neutralità nello scontro politico.
Così già al primo congresso nazionale dell’Anai (in tale occasione Mussolini rese omaggio all’Associazione con un suo personale intervento) fece approvare un ordine del giorno che, pur confermando un’unità di intenti con il fascismo auspicava maggiore autonomia dell’Associazione e, cosa più importante, chiedeva la ripresa del dialogo con Gabriele D’Annunzio (Cfr. F. Cordova, op. cit.).

### La fase Dannunziana
Coletti, acuto osservatore delle vicende politiche, si era reso conto dell’abbandono da parte di Mussolini (dopo la batosta elettorale alle elezioni del novembre 1919), degli ideali del fascismo movimento così come erano stati definiti nella riunione del San Sepolcro (a cui contribuì anche Alceste De Ambris, divenuto in seguito acceso antifascista). Si proponeva quindi di trovare un contro altare a Mussolini e riteneva di averlo trovato in Gabriele D’Annunzio e la Federazione Nazionale dei Legionari Fiumani. Tale Federazione, sorta quale reazione al “tradimento” di Mussolini e dei Fasci, aveva nei confronti del fascismo un atteggiamento di manifesta ostilità. L’intenzione di Coletti era quella di garantire all’Anai la necessaria equidistanza tra le due parti in lotta. Ma è indubbio che il riavvicinamento degli arditi ai legionari di D’Annunzio, e quindi alle istanze sindacaliste che questi rappresentavano, non potesse non avere ripercussioni sul piano politico.

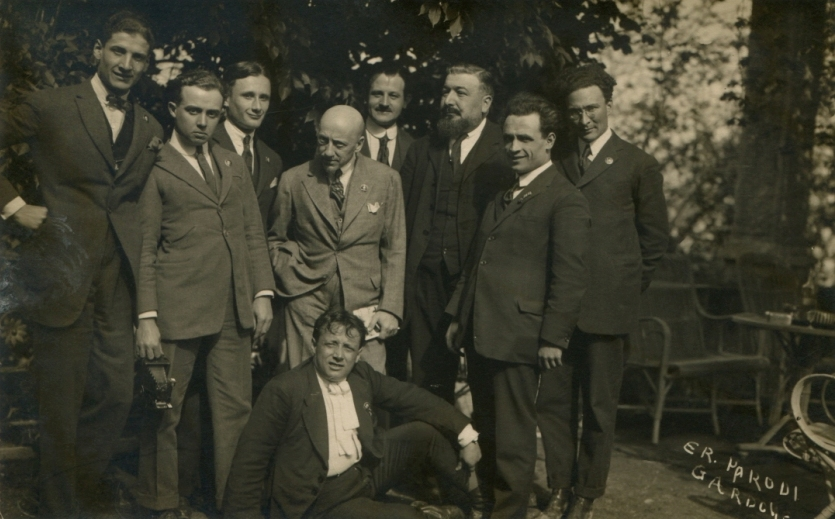
Foto 2 - Coletti Gino guida delegazione ANAI in visita da d'Annunzio a Gardone Riviera (Coletti è il primo in prima fila da destra)

In occasione del congresso dell'Anai del 1921 Coletti propone una missione presso D’Annunzio al fine di sanare i dissidi tra arditi e legionari. Il 26 aprile del 1921 Coletti guidò una delegazione di arditi in visita a D’Annunzio a 
Gardone Riviera (Vedi foto N 2). L’incontro segnò la pacificazione tra legionari e arditi (E. Parodi, A Gardone Riviera. Gli arditi a rapporto col Comandante, "L'Ardito" 30 Aprile 1921).
Pur confermando la propria indipendenza da ogni partito politico gli Arditi parteciparono alle elezioni anticipate del 15 maggio 1921 nei Blocchi Nazionali. D’Annunzio rifiuta la partecipazione alle elezioni.
La svolta fu ufficialmente sancita occasione del secondo Congresso Nazionale dell’Anai indetto a Roma 29 giugno 3 luglio 1921 al quale prese parte anche Alceste De Ambris. Il tema dal congresso era definire le strategie politiche dell’arditismo e come rapportarsi con le altre forze politiche. De Ambris identificò nella Carta del Carnaro un comune punto d’incontro e su questa base sostenne l’idea di una collaborazione tra Legionari fiumani ed arditi. Coletti conferma il definitivo distacco dalla linea filo fascista affermando su L’Ardito del luglio 1921 “il problemismo fascista, per quanto pratico, non si confà allo spirito idealistico degli arditi. E questo spirito noi lo troviamo nelle luminose tavole dannunziane della Costituente del Carnaro”.
Al termine della discussione Coletti presentò e fece approvare un ordine del giorno che stabiliva:
- Piena indipendenza dell’Anai da tutti i partiti politici.
- Riconoscimento di Gabriele D’Annunzio quale capo degli arditi e la Carta del Carnaro quale programma politico dell’arditismo.
- L’obbligo per gli arditi fascisti di dimettersi dai Fasci di Combattimento.

Mussolini protestò vivamente, Bottai e Cesare Maria De Vecchi che si rifiutarono di dimettersi dai Fasci furono espulsi dall'Associazione. Nell'autunno del 1922 i transfughi dell'Anai dettero vita alla Federazione Nazionale Arditi d'Italia (Fnai) dichiaratamente filo fascista che, a seguito del trionfante fascismo, soppiantò in seguito l'organizzazione fondata da Coletti.
Se l'autonomia resta un punto fermo e fondamentale della visione politica di Coletti che avrebbe così consentito agli arditi di presentarsi come avanguardia nobile della nazione, tuttavia per comprendere questa fondamentale svolta vanno fatte anche altre considerazioni. Una sua evoluzione dalle radici anarcoindividualiste a posizioni Sindacaliste rivoluzionarie così come venivano enunciate nella Carta del Carnaro adottata da D’Annunzio come costituzione dello stato libero di Fiume, la constatazione che Mussolini si era allontanato dalle posizioni adottate nel 1919 dai Fasci di Combattimento a suo parere sindacaliste e rivoluzionarie, (in una lettera inviata a Mussolini il 3 marzo del 1931 per protestare contro i pesanti controlli che la polizia faceva nei suoi confronti scriveva “Comunque sia posso giurarvi che mai ho deflettuto dalla mia linea che Voi conoscete nel 1919”), dalla concezione che Coletti aveva del fine e dei compiti dell’arditismo rivolti ai suoi sempre vivi ideali garibaldini al di sopra delle parti e sempre al servizio della patria (L'Ardito 25 dicembre 1922 affermava “Siamo dell’avviso che l’ardito debba restare, come il garibaldino del secolo scorso, la più bella e la più eroica espressione del cittadino che nei momenti in cui la Patria è in pericolo o una causa santa richiede il braccio dei forti e dei generosi, lascia gli strumenti del lavoro per brandire il fucile”).
Negli anni successivi con l’affermazione del fascismo L’Anai e la Federazione Nazionale dei Legionari Fiumani assumono un atteggiamento contrario al fascismo, eleggono Gabriele D’Annunzio loro capo e si mettono ai suoi ordini. D’Annunzio però in quegli anni assume un atteggiamento oscillante ed ambiguo. Con il proposito di rimanere al di sopra delle parti in lotta, frena e scoraggia qualsiasi iniziativa dei suoi seguaci. Gli eventi precipitano: il 28 ottobre 1922 marcia su Roma, nell’aprile del 1923 l’Anai e la Federazione dei legionari confluiscono nell’Unione Spirituale Dannunziana avviandosi alla fine. Nel 1924 D’Annunzio si congeda dall’Unione Spirituale dichiarando di volersi ritirare dalla politica. Sempre nel 1924 Coletti si dimette da segretario dell’Associazione Nazionale Arditi D’Italia. L’Unione Spirituale assume un atteggiamento sempre più antifascista, nel settembre del 1924 convocò a Milano un Consiglio Nazionale nel quale venne presa la decisione estrema di trasformare l’Unione in un’associazione clandestina con depositi segreti, tessere anonime ed una rete di cellule incaricate di sostenere forme di opposizione al fascismo. Con le leggi del 1925 anche la debole coalizione legionaria fu travolta dalla repressione.

### Ritorno alla vita artistica
Coletti alla fine del 1924, è costretto a ritirarsi dalla scena politica. Nel novembre del 1929 lascia Milano per San Remo, trovando occupazione come secondo violino al casinò municipale.
Nonostante conducesse una vita ritirata era continuamente controllato dalla prefettura di Imperia su mandato del Ministro degli Interni. Dal casellario politico centrale risulta che nuove indagini su Coletti erano state richieste in data 8 settembre 1924 dal Ministero degli Interni al Prefetto di Milano in quanto risultava che Coletti “ha intensificato la sua attività di Segretario dell’Associazione Nazionale Arditi con contatti con altre associazioni. Si teme per azioni contro il governo…”. Sempre dal Casellario Politico Centrale risulta che il 13 novembre del 1930 il Ministro degli Interni chiede alla prefettura di Imperia di fornire informazioni sulla condotta politica di Coletti e tutte le informazioni possibili. Iniziano così una serie di pesanti indagini, perquisizioni e interrogatori tali da indurre il Coletti ad inviare, in data 3 marzo 1931, una lunga lettera a Mussolini per protestare per il trattamento subito e chiedendo che venisse a cessare tale comportamento. Interessanti a tale riguardo le osservazioni ed i commenti di A. Luparini in “Gli anarchici interventisti e il fascismo (Il caso di Gino Coletti, in una lettera a Mussolini)” Dalla lettera traspare anche un certo riconciliamento con il fascismo. Non è da escludere che tale riavvicinamento fosse, tra l’altro, in relazione con l’attuazione da parte del regime, proprio a cavallo degli anni trenta, delle corporazioni. Si ricordi che Coletti era stato un fautore del sindacalismo nazionale. A seguito della lettera il ministro dell’interno intima al prefetto di Imperia, con dispaccio telegrafico in data 13 marzo 1931, di cessare la sorveglianza su Coletti. Il 25 aprile del 1933 la prefettura di Rovigo informa il Ministero degli Interni (e p.c. le prefetture di Milano, Bologna e Imperia) che Coletti è stato radiato dallo schedario dei sovversivi.

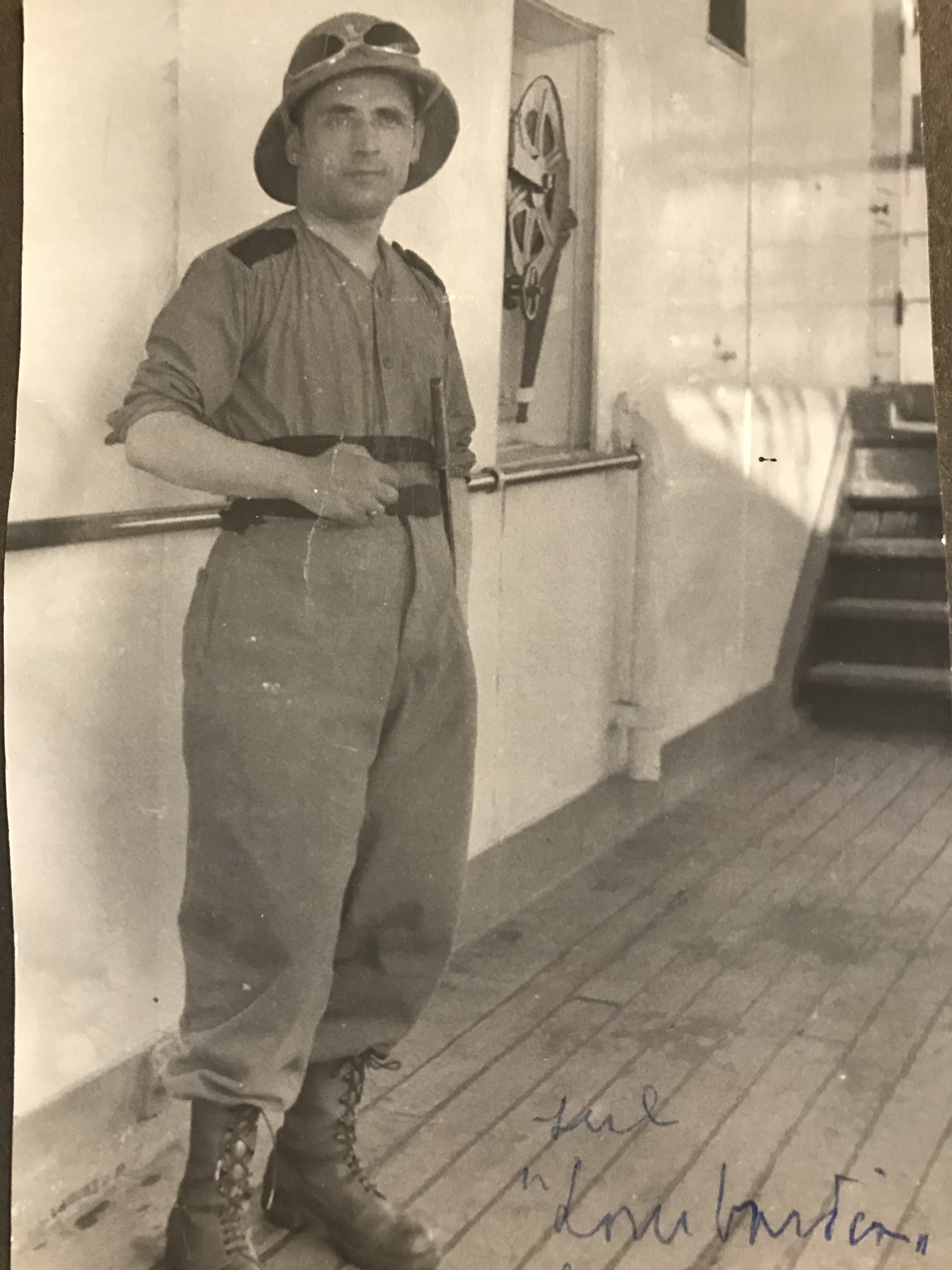
Foto 3 - Coletti Gino sulla nave Lombardia in rotta verso Mogadiscio

### Guerra d'Etiopia
Durante l'impresa coloniale del regime fascista in Africa Orientale Coletti (forse in coerenza con i suoi ideali garibaldini “che nei momenti in cui la Patria per una giusta causa richiede il braccio dei forti e dei generosi, lascia gli strumenti del lavoro per brandire il fucile” si arruola come volontario il 28 ottobre 1935 (vedi foto N. 3). Combatte nel Regio esercito in A.O. sul fronte Sud in Somalia. A guerra finita rientra in Italia il 3 febbraio 1937 (Regio Esercito Italiano Stato di servizio).

## Seconda guerra mondiale

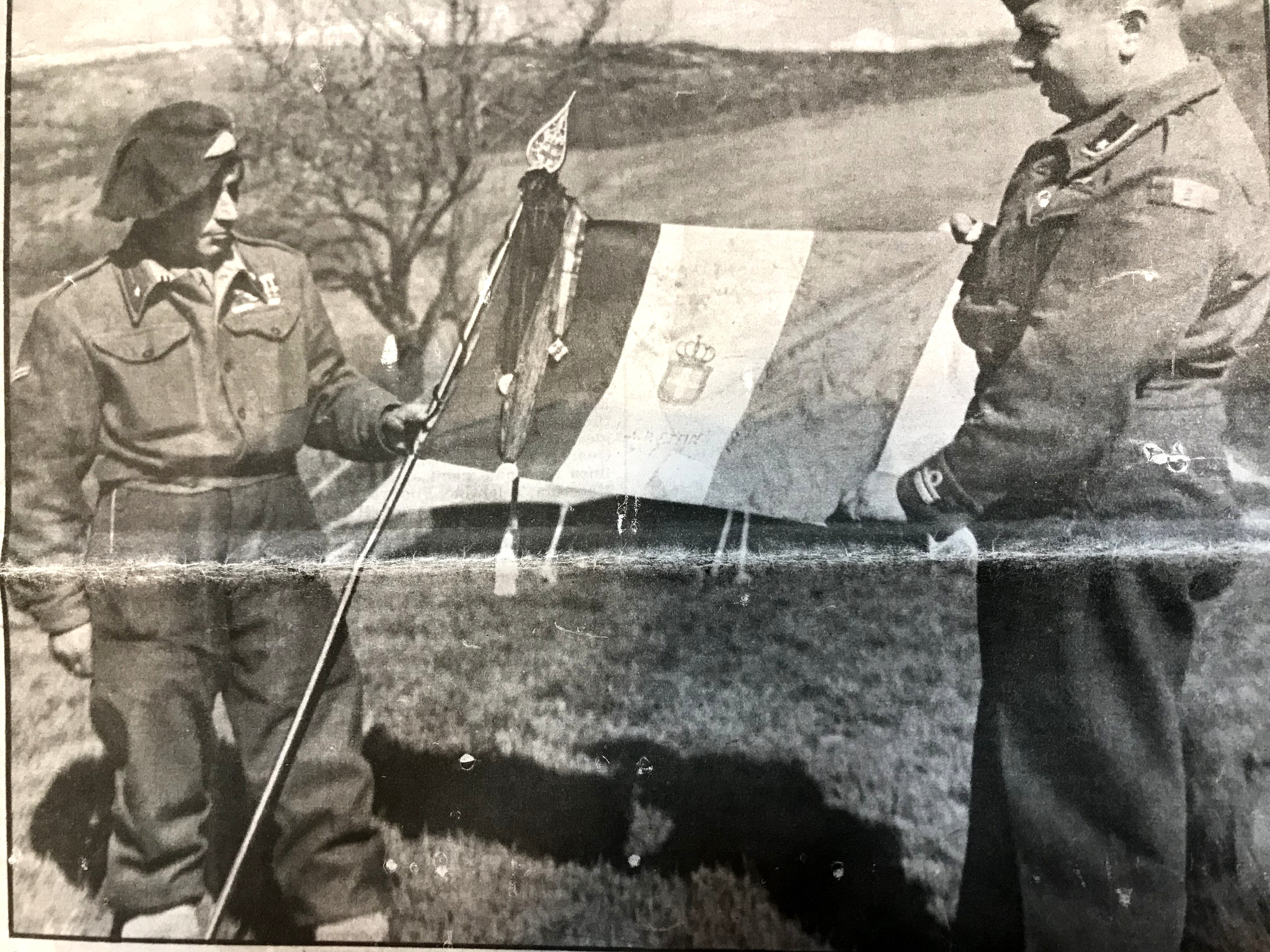
Foto 4 - Presentazione della bandiera di combattimento del proprio reparto (Coletti Gino a sinistra)

Dopo la dichiarazione di Guerra di Mussolini a e l'entrata in guerra a fianco delle potenze dell'Asse, la Germania Nazista e l'impero Giapponese nella seconda guerra mondiale viene richiamato alle armi il 9 agosto 1940 (Regio Esercito Italiano Stato di servizio). Il 9 maggio 1942 viene trasferito al 1º Battaglione Arditi con stanza in Sardegna. Alla data dell’8 settembre 1943 trovasi in Sardegna e continua ad appartenere alle unità regolari dell'Esercito Regio. Trasferito il suo reparto nella penisola entra a fare parte dell'esercito del Governo Badoglio. Dopo l'armistizio ha partecipato dall’8 settembre 1943 sino al 30 aprile 1945 alla guerra di liberazione svoltesi nella penisola con il IX Reparto d’Assalto del Gruppo di Combattimento Legnano (Vedi foto N 4).
Viene encomiato dal Generale Comandante il Gruppo di Combattimento Legnano per il seguente motivo “Vecchio e generoso combattente del Corpo Italiano di Liberazione partecipava alla guerra di liberazione con fervore di cuore e di azione, dando sempre degnissimo esempio di fermezza e di perizia”.
Posto in congedo il 3 agosto 1945 si ritira definitivamente a vita privata e riprende la sua attività di violinista.
Muore a Sanremo il 3 settembre 1976, è sepolto presso il cimitero di Armea a Sanremo.